# Svenstorps naturreservat
Svenstorps naturreservat är ett naturreservat i Örebro kommun i Örebro län.
Området är naturskyddat sedan 2020 och är 50 hektar stort. Reservatet ligger söder om Odensbacken och består av tidigare betesmark nu bevuxen med lövskog med inslag av ädellövträd.